# Лазарев, Алексей Викторович
Алексей Викторович Лазарев (род. 1960) — мастер спорта России международного класса по игре го (1997), Заслуженный работник физической культуры Республики Карелия (1998), Заслуженный мастер спорта России (2003).

## Биография
В 1976 году начал заниматься го.
В 1983 году окончил математико-механический факультет Ленинградского университета. В 1983—1987 годах — аспирант Ленинградского университета. Кандидат физико-математических наук (1987).
С 1987 года — преподаватель, доцент кафедры прикладной математики и кибернетики Петрозаводского университета.
Президент Федерации игры го Республики Карелия, Вице-президент Российской федерации го.

## Спортивная карьера
- Одиннадцатикратный чемпион СССР и России
- Двукратный чемпион Европы в личном зачёте (1991, 1992)
- Пятикратный чемпион Европы в командном зачёте
- Участник чемпионатов мира по игре го среди профессионалов (1992, 1993, 1994)
- 5-е место в чемпионате мира среди любителей в 2001 году

Учётная запись на КГС — Lazer.